# الدر اسکورولز ۴: شوالیه‌های نه
الدر اسکورولز ۴: شوالیه‌های نه (به انگلیسی: The Elder Scrolls IV: Knights of the Nine) عنوان یک بسته الحاقی در سبک نقش‌آفرینی اکشن برای بازی ویدئویی  الدر اسکورولز ۴: آبلیویئن است. این بسته در ۱۷ اکتبر ۲۰۰۶ رونمایی شد و توسط بتسدا گیم استودیوز توسعه یافت و به‌وسیلهٔ بتزدا سافت‌ورکز در ۲۱ نوامبر ۲۰۰۶ در آمریکایی شمالی منتشر شد؛ در اروپا نیز با همکاری یوبی‌سافت عرضه شد. نسخهٔ مایکروسافت ویندوز یا به عنوان یک افزونه قابل دانلود از وبگاه شرکت یا به عنوان بخشی از سی‌دی محتوای قابل دانلود مجموعه آبلیویئن در دسترس است، نسخه‌ای که همچنین شامل تمامی محتوای رسمی قابل دانلود قبلی منتشر شده برای آبلیویئن بود. نسخهٔ کنسول ایکس‌باکس ۳۶۰ از طریق بازار ایکس‌باکس لایو در دسترس بود، و نسخهٔ پلی‌استیشن ۳ آبلیویئن که برای خرید موجود بود، خود شامل بسته الحاقی شوالیه‌های نه می‌شد.